# グレープ わすれもの せせらぎ コミュニケーション
『グレープ わすれもの せせらぎ コミュニケーション』は、フォークデュオ・グレープが解散後の1977年4月5日にリリースされた3枚組ボックス・セット・アルバムである。カセット・テープのフォーマットでは『グレープのすべて』と題されていた。

## 概要
グレープ解散から約1年後にリリースされたボックス・セットである。オリジナル・アルバム3種（『わすれもの』、『せせらぎ』、『コミュニケーション』）がセットされたものであり、価格が6,000円と1枚ずつ求めるよりは割安ではあった。しかし装丁や解説書は簡素なものであった。『わすれもの』に関しては、同盤の解説書には「雪の朝」、「精霊流し」の2曲のみ楽譜が記されていたが、本アルバムでは収録曲の全曲の楽譜が掲載された。

## 収録曲

### 『わすれもの』

#### SIDE 1
1. 精霊流し
シングル盤とは別テイクである。また精霊流しの効果音が入る。
2. もしかしたら君は空を飛ぶんじゃないかな?
3. 紫陽花の詩
4. ひとり占い
5. 蝉時雨
デビュー・シングルのB面曲「虹がかかったら」の原曲である。
6. 春への幻想

#### SIDE 2
1. 雪の朝
デビュー曲。ただしデビュー・シングルとは別テイク。イントロと間奏にさだのヴァイオリンがフィーチャーされている。
2. 魔法使いとフリージア
3. 告悔
リード・ヴォーカルは吉田正美。
4. 哀しみの白い影
5. しおれた花
6. あこがれ
チャイコフスキーのピアノ協奏曲第1番の第1楽章序奏部にインスパイアされて書かれた作品。

### 『せせらぎ』

#### SIDE 1
1. ほおずき
2. 殺風景
3. ゆだねられた悲しみ
作詞・作曲：吉田正美。
4. 女郎花
5. 残像
6. 交響楽（シンフォニー）

#### SIDE 2
1. ラウドネス
作曲：吉田正美。インストルメンタル・ナンバーである。
2. 絆
3. 風邪
4. 恋人擬
5. 掌
6. 追伸

### 『コミュニケーション』

#### SIDE 1
1. 朝刊
シングル盤のヴァージョンにイントロ部分に効果音が加えられている。
2. 19才
のち桂木文がカヴァー。
3. 哀しきマリオネット
4. 絵踊り
作詞・作曲：吉田正美。
5. かなしいうた
6. 無縁坂

#### SIDE 2
1. 縁切寺
のちバンバンがカヴァー。
2. 雲にらくがき
3. 風と空
作詞・作曲：吉田正美。
4. 笑顔同封
5. フレディもしくは三教街 - ロシア租界にて -
グレープでは最長の作品。「精霊流し」、「無縁坂」とならんで今もコンサートでは採り上げられる。グレープ時代の代表作のひとつ。

- - 特記以外は作詞[1]・作曲：さだまさし